# Давор Шукер
Давор Шукер (на хърватски Davor Šuker) е хърватски футболист, роден на 1 януари 1968 г. в Осиек.Най-добрия период във кариерата му е от 1998 до 2000.
От 1991 до 1996 г. играе в испанския отбор Севиля, а от 1996 до 1999 – в Реал Мадрид. В Арсенал играе през сезон 1999/00, в Уест Хем – през сезон 2000/01, а от 2001 до 2003 е в Мюнхен 1860. С Националния отбор на Хърватия печели бронзов медал от Световното първенство през 1998 г., като става голмайстор на турнира с 6 гола.

## Постижения

### Отборни
Реал Мадрид
- Ла Лига:1996-97
- Суперкупа на Испания:1997
- Шампионска лига:1997-98
- Интерконтинентална купа:1998

Арсенал
- Второ място в Лига Европа:1999-2000

Хърватия
- Трето място на Световно първенство:1998

### Индивидуални
- 1998 Световно първенство:Златна обувка
- 1998 Световно първенство:Сребърна топка
- 1998 Световно първенство:All-star team
- Onze de Bronze:1998
- Второ място за златната топка:1998
- FIFA 100:2004
- Футболистът със най-много голове за националния отбор на Хърватия